# 7511 Patcassen
7511 Patcassen (1981 EX24) là một tiểu hành tinh nằm phía ngoài của vành đai chính được phát hiện ngày 2 tháng 3 năm 1981 bởi S. J. Bus ở Đài thiên văn Siding Spring trong khóa học thuộc Khảo sát tiểu hành tinh Schmidt-Caltech vương quốc Anh.